# Попутний вітер
Попутний вітер (нім. Rückenwind) — повнометражний німецький фільм, відзнятий режисером Яном Крюгером.

## Сюжет
Фільм про непрості стосунки двох підлітків. Йоганн і Робін подорожують удвох по сільській місцевості в Німеччині. Що глибше вони забрідають у ліси в околицях Бранденбурга, то більш дивною стає їх подорож…, і кожному належить відкрити в іншому те, про що він раніше і не здогадувався. І зрештою вони обидва вирішують, що хай буде, що буде…

## У ролях
- Себастьян Шлехт — Йоган
- Ерік Голуб — Робін
- Деніс Алеві — Генрі
- Ірис Мініч — Ґріт